# Hoher Rat der Heilsarmee
Der Hohe Rat der Heilsarmee ist das Gremium, das im Falle einer Vakanz oder vor der Pensionierung des Amtsinhabers einen neuen General wählt. Der Hohe Rat kann auch den amtierenden General abwählen, wenn dieser seine Aufgaben nicht mehr erfüllen kann. Der Hohe Rat besteht aus dem amtierenden Stabschef, allen aktiven Kommandeuren (mit Ausnahme des Ehepartners des Generals) und allen aktiven Landesleitern und Territorialkommandeuren. Der Hohe Rat ist kein geschäftsführendes, eher ein beratendes Organ der Heilsarmee und die Sitzungen finden in unregelmäßigen Abständen statt.

## Geschichte
Der Hohe Rat wurde von William Booth im Jahr 1904 mit dem Zweck gegründet, einen General seines Amtes zu entheben oder zu ersetzen, der seine Aufgaben aus Gründen der Krankheit oder der allgemeinen „Untauglichkeit“ nicht mehr erfüllen kann. Der Stabschef lädt dazu alle Kommissionsmitglieder ein, über die Frage abzustimmen. Wenn der Hohe Rat zu der Übereinstimmung kommt, dass der amtierende General sein Amt nicht mehr ausüben kann, wählt der Hohe Rat einen neuen General. Unter normalen Umständen sah William Booth vor, dass der amtierende General seinen Nachfolger selber bestimmt. Dies geschah in der Geschichte der Heilsarmee bisher nur ein einziges Mal, indem William Booth seinen Sohn Bramwell durch einen verschlossenen Brief zu seinem Nachfolger bestimmte, der erst nach seinem Tod im Jahr 1912 geöffnet wurde.
1928 konnte Bramwell Booth krankheitsbedingt für mehrere Monate seiner Aufgabe und Verantwortung als internationaler Leiter der Heilsarmee nicht mehr nachkommen. Man bat ihn, von seinem Amt zurückzutreten. Dies lehnte er jedoch ab. Am 8. Januar 1929 trat daraufhin zum ersten Mal in der Geschichte der Heilsarmee der Hohe Rat zusammen, einberufen vom damaligen Stabschef Edward J. Higgins. Mit 55 zu 8 Stimmen wählte der Hohe Rat den damals 73-jährigen Bramwell Booth von seinem Amt als General ab und wählte am 13. Februar 1929 Edward J. Higgins zum 3. General der Heilsarmee.
Im Jahr 1931 verabschiedete das britische Parlament mit Hilfe von General Higgins die Heilsarmee-Verordnung, die weitreichende Auswirkung auf das Amt des Generals hatte:
- Die Abschaffung des Rechts, dass der amtierende General seinen Nachfolger selbst bestimmt.
- Eine feste Altersgrenze für den Ruhestand des Generals ab dem 70. Lebensjahr.
- Die Einrichtung einer Treuhandgesellschaft, die die Liegenschaften und allen andere Kapitalvermögen der Heilsarmee verwaltet anstatt der alleinigen Verwaltung des Generals.

Außerdem verlangt das Britische Gesetz, dass der Hohe Rat in Großbritannien tagt. Wo, ist jedoch nicht festgelegt.

## Wählbarkeit
Der von William Booth 1904 eingerichtete Hohe Rat bekam für die Wahl eines neuen Generals die Vorgabe, dass der Gewählte entweder Mitglied des Hohen Rates oder eine andere Person sein kann. Seit 1980 muss der Nominierte jedoch Offizier der Heilsarmee sein. Bis zum heutigen Tag wurde kein General außerhalb des Hohen Rates gewählt. Bisher wurden drei Frauen in das Amt als Generalin der Heilsarmee gewählt.

## Wahlverfahren

### Einladung
Genau vier Monate vor Dienstende des amtierenden Generals lädt der Stabschef alle aktiven Offiziere mit dem Rang eines Kommandeurs (mit Ausnahme des Ehepartners des Generals) und alle territorialen Leiter zur Sitzung des Hohen Rates und zur Wahl des nächsten Generals ein. Das Datum für den Sitzungsbeginn ist in der Regel sieben Wochen später. Die Sitzungen finden traditionell in Sunbury Court (Sunbury-on-Thames), in der Nähe von London, statt.

### Vorrunde
Der Hohe Rat wählt zunächst einen Präsidenten, der während der Wahl den Vorsitz führt.

### Nominierung
Die Mitglieder des Hohen Rates beginnen nun, mögliche Kandidaten zu nominieren. Jedes Mitglied hat das Recht, jemanden für die Wahl des Generals zu nominieren. Die einzig festgelegten Kriterien dafür sind, dass die vorgeschlagene Person ein Offizier der Heilsarmee und unter 70 Jahre alt ist. Die Heilsarmee hat weltweit etwa 17.000 Offiziere, die somit alle für Wahl nominiert werden könnten. Es ist jedoch am wahrscheinlichsten, dass der Hohe Rat Mitglieder aus den eigenen Reihen nominiert. Nur diejenigen, die durch drei oder mehr Mitglieder des Hohen Rates vorgeschlagen werden, gelten als nominiert. Wird die Nominierung von den Vorgeschlagenen akzeptiert, gelten sie als Kandidaten. Aus dieser Gruppe der Kandidaten ist der Hohe Rat aufgefordert den nächsten General der Heilsarmee zu wählen.
Nach der Festlegung der Kandidaten vertagt der Hohe Rat seine Sitzung um einen Tag, um den Kandidaten und ihren Ehepartner Gelegenheit zu geben, schriftlich auf die Fragen zu antworten, die der Hohe Rat vorbereitet hat. Außerdem bereiten die Kandidaten ihre Rede zur Vorstellung vor.

### Fragen und Ansprache
Wenn der Hohe Rat seine Sitzung und Beratungen wieder aufnimmt, tragen die Kandidaten und ihre Ehepartner ihre Antworten auf die Fragen vor. Durch diesen Prozess der Fragen und Antworten versucht der Hohe Rat die Kandidaten besser kennen zu lernen, mehr über ihren Führungsstil, ihre Persönlichkeit und ihre Ansichten über Themen, die die Heilsarmee betreffen und ihren Dienst im Allgemeinen zu erfahren. Jeder Kandidat hält dann seine Ansprache. Es gibt keine Bedingungen oder Vorgaben bezüglich der Länge oder des Themas für diese Rede. Den Kandidaten ist es freigestellt, worüber sie sprechen möchten. Allerdings sind sie verpflichtet, wie die Antworten auf die Fragen, ihre Rede vorab schriftlich abzugeben. Dies verhindert, im Interesse der Fairness, dass die Rede noch mal geändert wird, nachdem der Prozess begonnen hat.

### Wahl
Nach den Antworten auf die Fragen und der Rede beginnt dann die Wahl selbst. Jedes Mitglied des Hohen Rates erhält einen Stimmzettel von dem Präsidenten, der die Wahl leitet. Jedes einzelne Mitglied füllt dann den Stimmzettel in einem extra dafür vorgesehenen Raum aus. Während dieses Vorgangs nutzen die anderen Mitglieder die Zeit fürs Gebet. Der gesamte Wahlvorgang findet ohne Eile statt und kann bis zu einer Stunde für jeden Wahlgang dauern. Nachdem die Abstimmung abgeschlossen ist, zählen die Stimmzähler die Stimmen aus. Die Heilsarmee-Verordnung von 1980, nach der der Hohe Rat tagt, sieht vor
- dass in den ersten drei Wahlgängen ein Kandidat von mehr als zwei Dritteln der anwesenden Mitgliedern gewählt werden muss,
- dass ab dem vierten Wahlgang ein Kandidat nur eine Stimme mehr als die Hälfte der anwesenden Mitglieder benötigt,
- dass der Kandidat, der die wenigsten Stimmen in jedem Wahlgang herausfällt bis nur noch zwei Kandidaten übrig bleiben. Die Stimmabgabe wird solange fortgesetzt, bis einer der Kandidaten die erforderliche Stimmenzahl erreicht hat.[5]